# 2004年のオールスターゲーム (日本プロ野球)
2004年のオールスターゲームは、2004年（平成16年）7月10日と7月11日の2日間開催されたプロ野球のオールスターゲーム（球宴）である。正式名称は2004 サンヨー オールスター ゲーム（2004　SANYO　ALL STAR　GAME）

## 概要
大阪近鉄バファローズとオリックス・ブルーウェーブの突然の合併報道によりプロ野球再編問題が世間を賑わす中で開催された。
全パ（オールパシフィック・リーグ）監督は前年、日本一になった福岡ダイエーホークスの王貞治が務め、全セ（オールセントラル・リーグ）の監督は前年、リーグ優勝した阪神タイガース監督の星野仙一が務めるべきところだが、2003年の日本シリーズ終了とともに勇退したために、後任の岡田彰布が全セを率いた。長野オリンピックスタジアムで行なわれた第2戦の3回裏、捕手の矢野輝弘が福原忍（いずれも阪神）の投球を返球した瞬間、三塁走者だった全パのSHINJO（北海道日本ハムファイターズ）が、オールスター史上初となる単独本盗を成功させた（本盗としては1978年第2戦の簑田浩二以来、史上2人目）。この試合のMVPを獲得したSHINJOはヒーローインタビューで「これからは、パ・リーグです」とスピーチした。再編問題でリーグの存続の危ぶまれた全パが1990年以来、14年ぶりに2戦全勝した。
なおこの年から、セントラルリーグのホームスタジアムでの試合はセ・リーグの審判員が球審、パシフィックリーグのホームスタジアムでの試合ではパ・リーグの審判員が球審を務めるサイクルに戻っている（1996年から前年まで永らく、セントラルリーグのホームスタジアムでの試合はパ・リーグの審判員が球審、パシフィックリーグのホームスタジアムでの試合ではセ・リーグの審判員が球審〈要するに先攻めのリーグの審判員が球審〉を務めるようになっていた）。

## 出場選手
| セントラル・リーグ | セントラル・リーグ | セントラル・リーグ | セントラル・リーグ | パシフィック・リーグ | パシフィック・リーグ | パシフィック・リーグ | パシフィック・リーグ |
| ------------------ | ------------------ | ------------------ | ------------------ | -------------------- | -------------------- | -------------------- | -------------------- |
| 監督               | 岡田彰布           | 阪神               |                    | 監督                 | 王貞治               | ダイエー             |                      |
| コーチ             | 落合博満           | 中日               |                    | コーチ               | 伊東勤               | 西武                 |                      |
| コーチ             | 堀内恒夫           | 巨人               |                    | コーチ               | 梨田昌孝             | 大阪近鉄             |                      |
| 先発投手           | 上原浩治           | 巨人               | 6(1)               | 先発投手             | 岩隈久志             | 大阪近鉄             | 2                    |
| 中継投手           | 五十嵐亮太         | ヤクルト           | 4                  | 中継投手             | 森慎二               | 西武                 | 5                    |
| 抑え投手           | 佐々木主浩         | 横浜               | 8                  | 抑え投手             | 豊田清               | 西武                 | 5                    |
| 投手               | 福原忍             | 阪神               | 初                 | 投手                 | 新垣渚               | ダイエー             | 初                   |
| 投手               | 川上憲伸           | 中日               | 3                  | 投手                 | 和田毅               | ダイエー             | 2                    |
| 投手               | 岡本真也           | 中日               | 初                 | 投手                 | 三瀬幸司             | ダイエー             | 初                   |
| 投手               | 山本昌             | 中日               | 6                  | 投手                 | 松坂大輔             | 西武                 | 6(2)                 |
| 投手               | 工藤公康           | 巨人               | 9                  | 投手                 | 張誌家               | 西武                 | 初                   |
| 投手               | ベバリン           | ヤクルト           | 初                 | 投手                 | 渡辺俊介             | ロッテ               | 初                   |
| 投手               | 河内貴哉           | 広島               | 初                 | 投手                 | 小林宏之             | ロッテ               | 2                    |
| 投手               | 三浦大輔           | 横浜               | 2                  | 投手                 | 横山道哉             | 日本ハム             | 初                   |
|                    |                    |                    |                    | 投手                 | 金村曉               | 日本ハム             | 2                    |
| 捕手               | 阿部慎之助         | 巨人               | 2                  | 捕手                 | 城島健司             | ダイエー             | 8(1)                 |
| 捕手               | 矢野輝弘           | 阪神               | 4                  | 捕手                 | 髙橋信二             | 日本ハム             | 初                   |
| 捕手               | 古田敦也           | ヤクルト           | 15                 |                      |                      |                      |                      |
| 一塁手             | アリアス           | 阪神               | 3                  | 一塁手               | 松中信彦             | ダイエー             | 5                    |
| 二塁手             | 今岡誠             | 阪神               | 4                  | 二塁手               | 井口資仁             | ダイエー             | 4                    |
| 三塁手             | 小久保裕紀         | 巨人               | 8(1)               | 三塁手               | 小笠原道大           | 日本ハム             | 6                    |
| 遊撃手             | 二岡智宏           | 巨人               | 4                  | 遊撃手               | 川﨑宗則             | ダイエー             | 初                   |
| 内野手             | 立浪和義           | 中日               | 11                 | 内野手               | 中島裕之             | 西武                 | 初                   |
| 内野手             | 仁志敏久           | 巨人               | 4                  | 内野手               | 中村紀洋             | 大阪近鉄             | 7                    |
| 内野手             | 岩村明憲           | ヤクルト           | 2                  | 内野手               | 福浦和也             | ロッテ               | 2                    |
| 内野手             | ラロッカ           | 広島               | 初                 | 内野手               | 金子誠               | 日本ハム             | 2                    |
| 内野手             | 嶋重宣             | 広島               | 初                 | 内野手               | オーティズ           | オリックス           | 初                   |
| 内野手             | 種田仁             | 横浜               | 2                  |                      |                      |                      |                      |
| 外野手             | ローズ             | 巨人               | 8                  | 外野手               | SHINJO               | 日本ハム             | 5                    |
| 外野手             | 金本知憲           | 阪神               | 7                  | 外野手               | 谷佳知               | オリックス           | 4                    |
| 外野手             | 高橋由伸           | 巨人               | 7                  | 外野手               | 和田一浩             | 西武                 | 2                    |
| 外野手             | 福留孝介           | 中日               | 4                  | 外野手               | 礒部公一             | 大阪近鉄             | 初                   |
|                    |                    |                    |                    | 外野手               | 村松有人             | オリックス           | 3                    |
|                    |                    |                    |                    | DH                   | ズレータ             | ダイエー             | 初                   |

太字はファン投票で選ばれた選手。そのほかは監督推薦。
数字は出場回数。『( )』内数字は上記回数中事故のため不出場の回数。
- 豊田清は腰痛のため出場辞退、代わりに新垣渚が選出

## 試合結果

### 第1戦
- 2004年7月10日18:15(JST)試合開始　　試合時間2時間36分　観衆数/34,971人
- 会場： ナゴヤドーム
- セントラル・リーグ 3-6 パシフィック・リーグ
- スコアボード

| パシフィック | 0 | 1 | 0 | 1 | 0 | 0 | 3 | 0 | 1 | 6 |
| セントラル   | 1 | 0 | 0 | 0 | 0 | 0 | 2 | 0 | 0 | 3 |

（パ） 岩隈（近）、○松坂大（西）、渡辺俊（ロ）、金村（日）、三瀬（ダ）、S森（西）－城島（ダ）
 
（セ） 山本昌（中）、●三浦（横）、川上（中）、上原（巨）、河内（広）、岡本（中）－矢野（神）、古田（ヤ）

MVP
松坂大輔（西武）
2イニングを無安打無得点に抑える。投手のMVP受賞は1998年の川上憲伸（中日）以来、6年ぶり。
［審判］　セ笠原（球）　パ林、セ森、パ川口（塁）　セ橘高、パ丹波（外）

#### オーダー
| パシフィック | パシフィック | パシフィック |
| 打順         | 守備         | 選手         |
| ------------ | ------------ | ------------ |
| 1            | [中]         | SHINJO       |
| 2            | [三]         | 小笠原道大   |
| 3            | [左]         | 和田一浩     |
| 4            | [一]         | 松中信彦     |
| 5            | [捕]         | 城島健司     |
| 6            | [指]         | ズレータ     |
| 7            | [二]         | 井口資仁     |
| 8            | [遊]         | 中島裕之     |
| 9            | [右]         | 谷佳知       |
|              | [投]         | 岩隈久志     |

| セントラル | セントラル | セントラル |
| 打順       | 守備       | 選手       |
| ---------- | ---------- | ---------- |
| 1          | [二]       | 今岡誠     |
| 2          | [三]       | 立浪和義   |
| 3          | [中]       | ローズ     |
| 4          | [右]       | 福留孝介   |
| 5          | [左]       | 金本知憲   |
| 6          | [指]       | 高橋由伸   |
| 7          | [一]       | アリアス   |
| 8          | [捕]       | 矢野輝弘   |
| 9          | [遊]       | 二岡智宏   |
|            | [投]       | 山本昌     |

### 第2戦
- 2004年7月11日18:30(JST)試合開始　試合時間2時間32分　観衆数/26,963人
- 会場： 長野オリンピックスタジアム
- パシフィック・リーグ 2-1 セントラル・リーグ
- スコアボード

| セントラル   | 0 | 0 | 0 | 0 | 0 | 1 | 0 | 0 | 0 | 1 |
| パシフィック | 0 | 0 | 1 | 0 | 1 | 0 | 0 | 0 | x | 2 |

（セ）● 福原（神）、工藤（巨）、ベバリン（ヤ）、五十嵐亮（ヤ）、佐々木（横）－矢野、古田、阿部（巨）

（パ） 和田（ダ） ○張（西）、小林宏（ロ）、新垣（ダ）、S横山（日）－髙橋（日）

MVP
SHINJO（日本ハム）
オールスター史上初の単独ホームスチールに成功。
［審判］　パ丹波（球）　セ橘高、パ川口、セ森（塁）　パ林、セ笠原（外）

#### オーダー
| セントラル | セントラル | セントラル |
| 打順       | 守備       | 選手       |
| ---------- | ---------- | ---------- |
| 1          | [二]       | 今岡誠     |
| 2          | [左]       | 種田仁     |
| 3          | [指]       | ラロッカ   |
| 4          | [三]       | 小久保裕紀 |
| 5          | [中]       | ローズ     |
| 6          | [一]       | アリアス   |
| 7          | [右]       | 福留孝介   |
| 8          | [捕]       | 矢野輝弘   |
| 9          | [遊]       | 二岡智宏   |
|            | [投]       | 福原忍     |

| パシフィック | パシフィック | パシフィック |
| 打順         | 守備         | 選手         |
| ------------ | ------------ | ------------ |
| 1            | [中]         | SHINJO       |
| 2            | [左]         | 村松有人     |
| 3            | [一]         | 福浦和也     |
| 4            | [指]         | 小笠原道大   |
| 5            | [三]         | オーティズ   |
| 6            | [右]         | 礒部公一     |
| 7            | [遊]         | 中島裕之     |
| 8            | [捕]         | 髙橋信二     |
| 9            | [二]         | 金子誠       |
|              | [投]         | 和田毅       |

## テレビ・ラジオ中継

### テレビ中継
- 第1戦:7月10日
  - フジテレビ・東海テレビ≪フジテレビ系列。共同制作≫・BSフジ　実況：森脇淳（東海テレビ・1 - 3回）、神田康秋（テレビ新広島・4 - 6回）、馬場鉄志（関西テレビ・7 - 9回）　解説：斎藤雅樹（1 - 3回）、達川光男（4 - 6回）、田尾安志（7 - 9回）　ゲスト解説:星野仙一（阪神シニアディレクター、フルイニング出演）　リポーター：大久保博元、金村義明
- 第2戦:7月11日
  - TBS≪TBS系列、制作協力：信越放送≫・BS-i　実況：初田啓介　解説：田淵幸一、牛島和彦　ゲスト:石橋貴明、松田聖子

### ラジオ中継
- 第1戦:7月10日
  - TBSラジオ（JRN／CBCラジオ制作）　実況：水分貴雅　解説：仰木彬、彦野利勝　リポーター：伊藤敦基、角上清司
  - 文化放送（NRN／東海ラジオ制作）　実況：北山靖　解説：東尾修、権藤博　リポーター：村上和宏、高橋将市
  - ニッポン放送（NRN）　実況：松本秀夫　解説：岡崎郁　リポーター：胡口和雄、洗川雄司
  - ラジオ日本（独立系）　実況：染谷恵二　解説：高田繁
- 第2戦:7月11日
  - TBSラジオ（JRN／信越放送）　実況：戸崎貴広　解説：定岡正二、栗山英樹 ゲスト：山本圭壱（極楽とんぼ）
  - 文化放送（NRN）　実況：長谷川太　解説:笘篠賢治、西本聖　
  - ニッポン放送（NRN）　実況：山田透　解説：板東英二、安藤統男　リポーター：栗村智、松本秀夫
  - ラジオ日本（独立系）　実況：小林幸明　解説:柴田勲

### 参議院議員通常選挙との関連
第2戦の行なわれた7月11日は第20回参議院議員選挙の投票日（即日開票）であった。地上波テレビ局はオールスターを中継したTBS系列（JNN）と「日曜ビッグバラエティ」を放送したテレビ東京系列（TXN）を除いて、投票終了時刻（20:00）前後から選挙特別番組を放送した。
TBS系列も試合を中継しながら開票速報に対応できるように、擬似「レターボックス」型のワイド画面を採用して実質的に3分割し、画面下部には各政党の獲得議席数を、画面上部にはニュース速報や各政党の幹部たちのコメントをそれぞれ表示するなどして、随時、開票速報テロップを挿入した。この中継が終了してから筑紫哲也がメインキャスターを務める「選挙開票特別番組 票決!ライブ2004」に移行した。
ラジオ各局は実況音声に被せるかたちで開票速報を流した。
NHKは国政選挙優先のためNHKラジオ第1放送は7月10日も参院選関連番組を放送した。
上記の参議院選挙報道により翌日の朝刊各紙も特別体制を敷き、参院選以外の記事が大幅に縮小された。但し、スポーツ紙は全紙1面に新庄の単独ホームスチール記事を持ってきた。一般紙はスポーツ・運動面が1-2頁に縮小されたがその狭い中で新庄に記事を大きく割いた。